# Cultures (videogioco)
Cultures: Discovery of Vinland è un videogioco di tipo gestionale con componenti di strategia in tempo reale, nel quale si deve costruire e controllare un villaggio dei Vichinghi e ci si deve occupare di ogni aspetto della loro vita; sviluppato da Funatics Development e distribuito nell'anno 2000.
Questo ha avuto un seguito, Cultures 2: The Gates of Asgard, distribuito nell'anno 2006 e realizzato dalla stessa casa di sviluppo.